# Chelonus elegans
Espèce
Synonymes
Sigalphus elegans N. ab E, Berl. Mag. VII. p. 264, n. 20
Chelonus elegans est une espèce d'insectes de l'ordre des Hyménoptères, et de la famille des Braconidae et de la sous-famille des Cheloninae. Elle est trouvée en Europe. Le spécimen type a été capturé à Berlin.